# Mata Nui Online Game
Mata Nui Online Game, также известна как Mata Nui Adventure Game и Mata Nui: The Online Game — приключенческая браузерная игра 2001 года, разработанная Templar Studios в рамках рекламной кампании линейки сборных фигурок Lego Bionicle. По сюжету, Маторан Такуа исследует свой родной остров Мата Нуи, попутно встречая обитателей различных деревень и шестерых воинов-повелителей стихий Тоа, которым предначертано победить злого духа Макуту.
В течение 2001 года на официальном сайте Bionicle ежемесячно выходили эпизоды игры. В 2006 году она была выпущена в формате загружаемого файла, а в 2013 году Templar разместил её на своём сайте. Mata Nui Online Game позволила познакомиться с сюжетной линией Bionicle 2001 года после отмены разработки Lego Bionicle: The Legend of Mata Nui. Игра пользовалась большой популярностью у фанатов серии; аналитики связывают с её успехом высокие продажи игрушек. Игровые журналисты называли её новаторским проектом Lego, а фанаты положительно о ней отзывались из-за возможности изучить мифологию франшизы.

## Игровой процесс

Скриншот игрового процесса Mata Nui Online Game; игрок может пойти по следам, осмотреть канистру или направиться к машущему жителю деревни. На скале находится телескоп, через который можно отслеживать будущие обновления игры

События Mata Nui Online Game разворачиваются на вымышленном острове Мата Нуи, разделённом на шесть регионов, олицетворяющих природные стихии: водный регион Га-Вахи, регион джунглей Ли-Вахи, ледяной и горный регион Ко-Вахи, подземный регион Ону-Вахи, пустынный регион По-Вахи и вулканический регион Та-Вахи. В каждом регионе есть деревня — так называемая Коро —, возглавляемая старейшиной Турага. Неподалёку от центра острова расположен великий храм Кини-Нуи. Обитатели острова живут в постоянном страхе перед злым духом Макутой, чья тьма поглотила земли Мата Нуи. На острове обитают Рахи, или животные, часть из которых попала под контроль Макуты. Воины Тоа должны отыскать шесть масок Канохи, чтобы обрести большую силу и победить Макуту; каждая маска даёт особую силу.
Некоторые элементы игры не являются частью официального канона вселенной Bionicle, так как их не одобрили авторы франшизы. Тем не менее, игра позволяет ознакомиться с сюжетной линией 2001-2003 годов, в частности из-за отмены разработки игры Lego Bionicle: The Legend of Mata Nui.
Mata Nui Online Game — это приключенческая браузерная игра в жанре point-and-click, разработанная на движке Adobe Flash. Главным героем выступает обитатель острова Мата Нуи — Маторан Такуа, который также является протагонистом в Lego Bionicle: Quest for the Toa (2001); при этом сюжет Mata Nui Online Game начинается там, где закончилась одиночная кампания Quest for the Toa. В дальнейшем Такуа стал главным героем анимационного фильма «Бионикл: Маска света» (2003). Чтобы изменить местоположение персонажа, игрок направляет курсор мыши в левую или правую сторону экрана, а затем нажимает на появившийся значок. Главный герой взаимодействует как с объектами окружающей среды, так и с неигровыми персонажами. По мере развития сюжета в распоряжение игрока попадает флейта, которую он использует для быстрого перемещения в любую из деревень острова. Игра выходила эпизодами, а о содержании будущих частей можно было узнать через внутриигровой телескоп.

## Сюжет
Страдающий от амнезии Такуа приходит в себя на пляже Та-Вахи, где встречает другого Маторана по имени Маку из деревни Га-Коро. От неё он узнаёт о нападении враждебно настроенных зверей Рахи и предлагает свою помощь. В Га-Коро Такуа находит всех жителей деревни и Турага Нокаму запертыми в затопленной хижине; повернув насос, он возвращает хижину на поверхность. Рахи переходят в наступление, но их побеждает Тоа воды Гали.
После посещения своей родной деревни Та-Коро Такуа отправляется в По-Коро, чтобы сообщить другу Маку по имени Хьюки, что та в безопасности. По прибытии Такуа обнаруживает, что жители деревни, включая Хьюки, который является звездой спортивной игры под названием Кохли, страдают от таинственной болезни. Такуа находит используемый в Кохли мяч-комету и относит его Турага Оневе, который приходит к выводу, что именно спортивные мячи являются источниками болезни. Такуа крадёт ключ у торговца мячами и направляется в карьер, где натыкается на пещеру с большой кучей заражённых мячей-комет, которую охраняют Рахи. Вместе с Тоа камня Похату они разрушают пещеру. Маторан и Тоа возвращаются в деревню и обнаруживают, что торговец скрылся, тогда как жители деревни начали постепенно выздоравливать. В Га-Коро Нокама назначает Такуа летописцем, чтобы тот записывал ключевые события на острове.
Рабочие Ону-Коро приостанавливают добычу светокамней из-за разрыва лавы. Используя доску для сёрфинга, Такуа пересекает разрыв и активирует насос, который рассеивает лаву, благодаря чему шахтёры возвращаются к работе и завершают постройку туннеля в Ли-Вахи. По прибытии в Ли-Коро Такуа обнаруживает практически опустошённую деревню. Оставшиеся жители Конгу и Тамару заявляют, что их односельчан похитили Рахи. Конгу и Такуа отправляются в улей Рахи, где пленённым Маторанам приходится работать против своей воли; там же находится Тоа воздуха Лива, которого Макута подчинил при помощи заражённой маски. Прибывший Тоа земли Онуа нападает на Ливу и, во время развернувшегося сражения, снимает с него заражённую маску. Узники покидают улей и организовывают праздник в честь освобождения, а Лива получает золотую маску.
Такуа посещает Ко-Коро, чтобы встретиться с Турага Ную, однако ему не удаётся вступить в контакт со старейшиной, из-за отсутствия переводчика Маторо; на последнего нападают Рахи, однако его спасает Тоа льда Копака. После встречи с Ную, который предупреждает его, что деревни останутся беззащитными, когда Тоа вступят в прямую конфронтацию с Макутой, Такуа отправляется в другие деревни; в каждой из них к нему присоединяются компаньоны. Матораны приходят в Кини-Нуи, под которым находится подземное логово Макуты. Тоа поручают им защищать храм от вторжения Рахи, пока они будут сражаться с Макутой. Гали устанавливает ментальную связь с Такуа, в результате чего тот получает возможность наблюдать за происходящим в храме.
В то время как Матораны противостоят осаждающим храм Рахи, шестеро Тоа сливаются в дуэт Тоа Кайта и начинают сражение с крабами Манасами. Вскоре Матораны оказываются в меньшенстве перед преобладающими в количестве Рахи, а Тоа Кайта постепенно теряют преимущество в бою. Тем не менее, прибывшие вооружённые войска из других деревень помогают Маторанам остановить орду, а Тоа Кайта уничтожают Манасов. Макута использует силу, чтобы разделить Тоа Кайта; прежде чем их ментальная связь обрывается, Гали просит Такуа найти путь в логово Макуты.
Такуа попадает в логово Макуты через проход в Ону-Коро. В это время Тоа противостоят Макуте, который сначала предстаёт в образе тёмного Маторана, а затем превращается в вихрь. Тоа предпринимают несколько безуспешных попыток остановить Макуту по-одиночке; тем не менее, воины, в конечном итоге, объединеняют свои силы, чтобы победить Макуту, после чего покидают логово. Такуа следует их примеру, но сталкивается по пути с насекомоподобными существами. По прибытии на пляж он встречает Турага Вакаму, который нарекает его одним из великих героев Мата Нуи. Затем они возвращаются в Та-Коро, чтобы отпраздновать грандиозную победу.

## Разработка
По словам президента Templar Studios Питера Мака, Lego связалась с их компанией в 1999 году и предложила разработать проект по мотивам своей грядущей франишзы Bionicle. Ранее компании совместно работали над игрой, которая рекламировала линейку Lego Mindstorms. В сентябре 2000 года разработчики Templar предложили создать приключенческую игру наподобие Myst (1993), события которой будут разворачиваться на острове Мата Нуи. Так как история ключевых персонажей линейки — героев Тоа — была изложена в других медиа, предстоящая игра должна была освятить приключения деревенских жителей Тохунга, которые продавались в комплекте с Хэппи Мил в McDonald’s. Изначально Lego не планировала делить историю на несколько эпизодов. Тем не менее, представители компании пересмотрели своё решение, чтобы юные игроки всегда могли узнавать новые подробности о вселенной Bionicle. Mata Nui Online Game была частью рекламной кампании Lego, так как с её помощью игроки могли ознакомиться с франшизой. После отмены разработки The Legend of Mata Nui в октябре 2001 года, авторы Bionicle продолжили сюжетную линию 2001 года в других проектах, включая Mata Nui Online Game.
В течение года Lego расширяла мифологию Bionicle благодаря регулярным обновлениям внутриигрового контента. Представители компании надеялись, что таким образом они смогут первое время поддерживать интерес аудитории ко вселенной. Templar называла эти внутренние обновления «программами». Изначально в игре была только одна локация — пляж, однако затем создатели добавили деревни с острова Мата Нуи и завершили историю финальным сражением с Макутой. Релиз первого эпизода The Legend of Mata Nui состоялся в январе 2001 года, тогда как первые наборы из линиейки игрушек Bionicle появились лишь в мае и июне 2001 года. Заключительный эпизод вышел в декабре 2001 года. Обосновавшиеся в Нижнем Ист-Сайде Манхэттена разработчики из Templar Studios наблюдали за террористическими актами 11 сентября 2001 года из своего офиса; сценарий к заключительным главам игры, в том числе реплики Макуты во время сражения с Тоа, они писали под влиянием этого события.

### Конфликт с маори
Создавая сюжет и сеттинг Bionicle, авторы франшизы вдохновлялись полинезийской культурой и языками, в частности, языком маори, что можно было увидеть в именах персонажей, мифах, племенных символах и ритуалах. Представители маори посчитали, что Lego трактовала их культуру «неправильно» и «тривиально». Например, они были возмущены использованием слова «тохунга», которым во вселенной Bionicle идентифицировали простых деревенских жителей; на языке маори «тохунга» называли экспертов в определённой области. По этой причине маори хотели, чтобы Lego исключила подобную терминологию из своей франшизы. Lego не согласилась с претензией на культурную апроприацию. Пресс-секретарь Ева Ликкегор отметила, что компания не пыталась зарегистрировать товарный знак на какие-либо термины маори, а хотела лишь использовать их в собственной франшизе и старалась не вмешиваться в культуру маори и рассматривать её как источник вдохновения. В конечном итоге Lego отказалась от использования некоторых слов, в том числе «тохунга». В последующих обновлениях исчезли упоминания о богах Ранги и Папа, а в переиздании Mata Nui Online Game жителей острова называли не Тохунга, а Маторанами.

### Переиздания
В 2006 году состоялся новый релиз Mata Nui Online Game в формате загружаемого файла, который Lego разместила на официальном сайте Bionicle вместе с сопутствующим руководством, написанным Марком Даремом из форума Bionicle Mask of Destiny. В апреле 2013 года игра была удалена с сайта Bionicle, однако Templar Studios загрузила её официальную версию на свой сайт. До прекращения работы Adobe Flash в декабре 2020 года Flashpoint заархивировал игру, чтобы сохранить её в числе основанных на Flash и Shockwave игр.

## Восприятие и наследие
Mata Nui Online Game получила всеобщее признание. В 2001 году Web Marketing Association присудила игре интернет-премию «Best of Industry» в категории «лучший веб-сайт для игрушек и/или хобби». На церемонии награждения Summit 2002 года она получила серебро в категории «информационный сайт для потребителей».
Старший разработчик Bionicle.com Лия Уэстон заявила, что Lego осталась «очень довольна» работой Templar; по словам Уэстон, ежемесячно на сайте было более 500 000 просмотров. В 2003 году Fast Company выделила игру как одну из причин коммерческого успеха линейки Bionicle на рынке игрушек. В 2011 году, на конференции Массачусетского технологического института «Media in Transition 7: Unstable Platforms» Аарон Смит назвал разделённую на эпизоды структуру игры причиной популярности официального сайта Bionicle, так как игроки регулярно возвращались на него за дополнительным контентом. Впоследствии игра обзавелась сиквелом под названием Mata Nui Online Game II: The Final Chronicle.
В статье 2005 года для журнала Kritikos Торстен Ботц-Борнштейн отметил, что после ознакомления с Mata Nui Online Game игроки перестали воспринимать компьютерные игры Lego как «что-то простое». Рецензент привёл противостояние с Макутой, который заявляет, что никогда не будет уничтожен, так как он —«ничто», как пример более пространственно абстрактного, постмодернистского подхода, который являлся неотъемлемой частью концепции игры. В феврале 2020 года Эрик Ван Аллен из USgamer назвал Mata Nui Online Game «классической» флеш-игрой, в то время как Дж. Броуди Шири из Screen Rant в апреле того же года отметил, что многие фанаты серии считают её «ключевой». В августе 2021 года Грэй Фор из того же издания похвалил игру за презентацию «эстетической и визуальной» составляющей Мата Нуи для широкой аудитории.